# Kawanishi Shota
Shota Kawanishi (川西 翔太, sinh ngày 28 tháng 10 năm 1988) là một cầu thủ bóng đá người Nhật Bản thi đấu cho Oita Trinita.

## Thống kê câu lạc bộ
Cập nhật đến ngày 23 tháng 2 năm 2017.
| Thành tích câu lạc bộ | Thành tích câu lạc bộ | Thành tích câu lạc bộ | Giải vô địch | Giải vô địch | Cúp                   | Cúp                   | Cúp Liên đoàn | Cúp Liên đoàn | Châu lục | Châu lục  | Khác    | Khác      | Tổng cộng | Tổng cộng |
| Mùa giải              | Câu lạc bộ            | Giải vô địch          | Số trận      | Bàn thắng    | Số trận               | Bàn thắng             | Số trận       | Bàn thắng     | Số trận  | Bàn thắng | Số trận | Bàn thắng | Số trận   | Bàn thắng |
| Nhật Bản              | Nhật Bản              | Nhật Bản              | Giải vô địch | Giải vô địch | Cúp Hoàng đế Nhật Bản | Cúp Hoàng đế Nhật Bản | Cúp Liên đoàn | Cúp Liên đoàn | Châu Á   | Châu Á    | Khác1   | Khác1     | Tổng cộng | Tổng cộng |
| --------------------- | --------------------- | --------------------- | ------------ | ------------ | --------------------- | --------------------- | ------------- | ------------- | -------- | --------- | ------- | --------- | --------- | --------- |
| 2011                  | Gamba Osaka           | J1 League             | 8            | 4            | 2                     | 1                     | 1             | 0             | 0        | 0         | –       | –         | 11        | 5         |
| 2012                  | Gamba Osaka           | J1 League             | 2            | 0            | 0                     | 0                     | 0             | 0             | 0        | 0         | –       | –         | 2         | 0         |
| 2013                  | Gamba Osaka           | J2 League             | 15           | 2            | 0                     | 0                     | –             | –             | –        | –         | –       | –         | 15        | 2         |
| 2014                  | Montedio Yamagata     | J2 League             | 26           | 6            | 5                     | 1                     | –             | –             | –        | –         | 2       | 0         | 33        | 7         |
| 2015                  | Montedio Yamagata     | J1 League             | 23           | 0            | 4                     | 4                     | 5             | 0             | –        | –         | –       | –         | 32        | 4         |
| 2016                  | Montedio Yamagata     | J2 League             | 37           | 1            | 2                     | 1                     | –             | –             | –        | –         | –       | –         | 39        | 2         |
| Tổng cộng sự nghiệp   | Tổng cộng sự nghiệp   | Tổng cộng sự nghiệp   | 111          | 13           | 13                    | 7                     | 6             | 0             | 0        | 0         | 2       | 0         | 132       | 20        |

1Bao gồm Siêu cúp Nhật Bản và Promotion Playoffs to J1.